# Strana mírného pokroku v mezích zákona

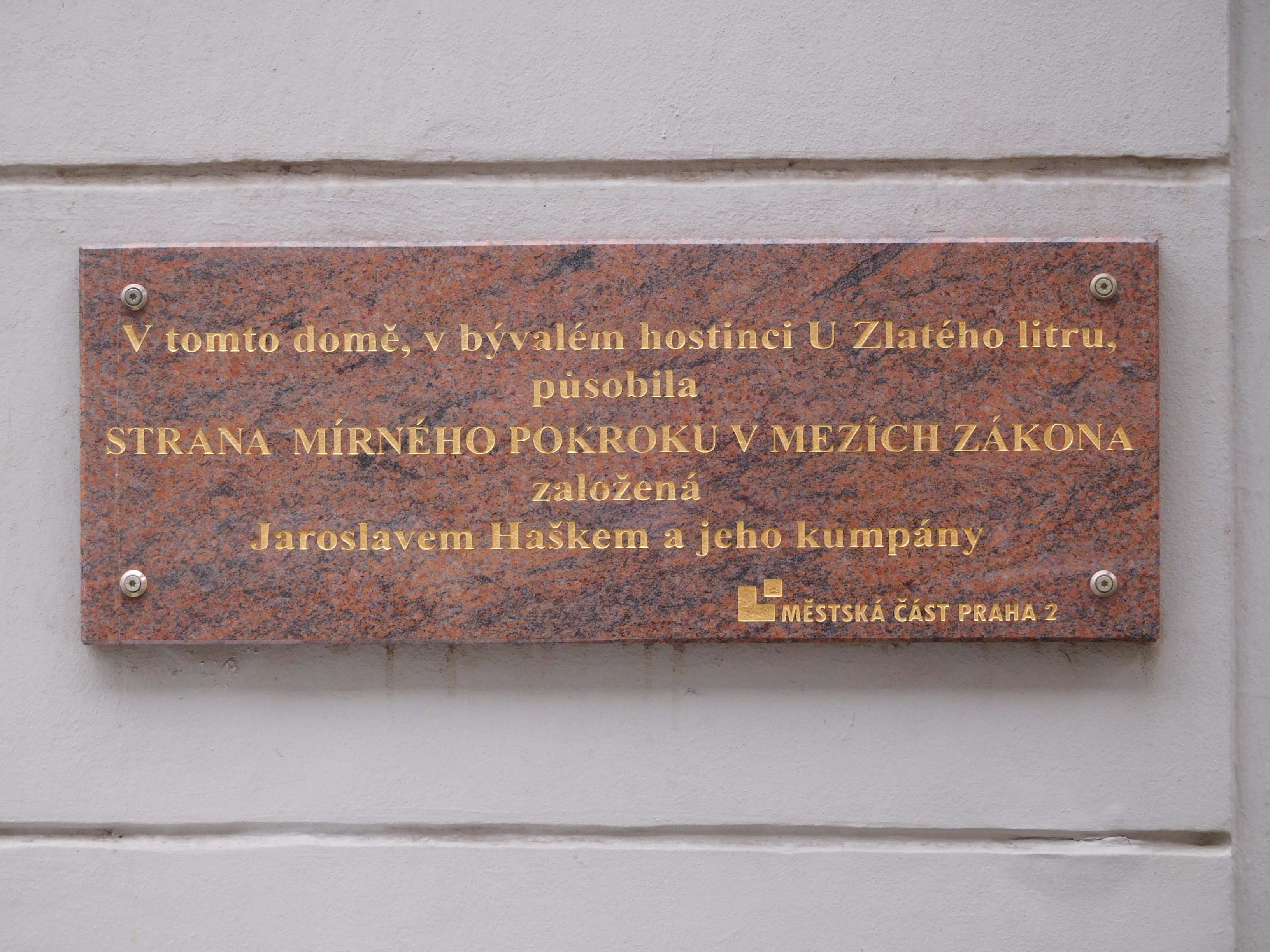
Pamětní deska v Balbínově ulici 6 v Praze, před dnešním sídlem Balbínovy poetické strany a hospůdky

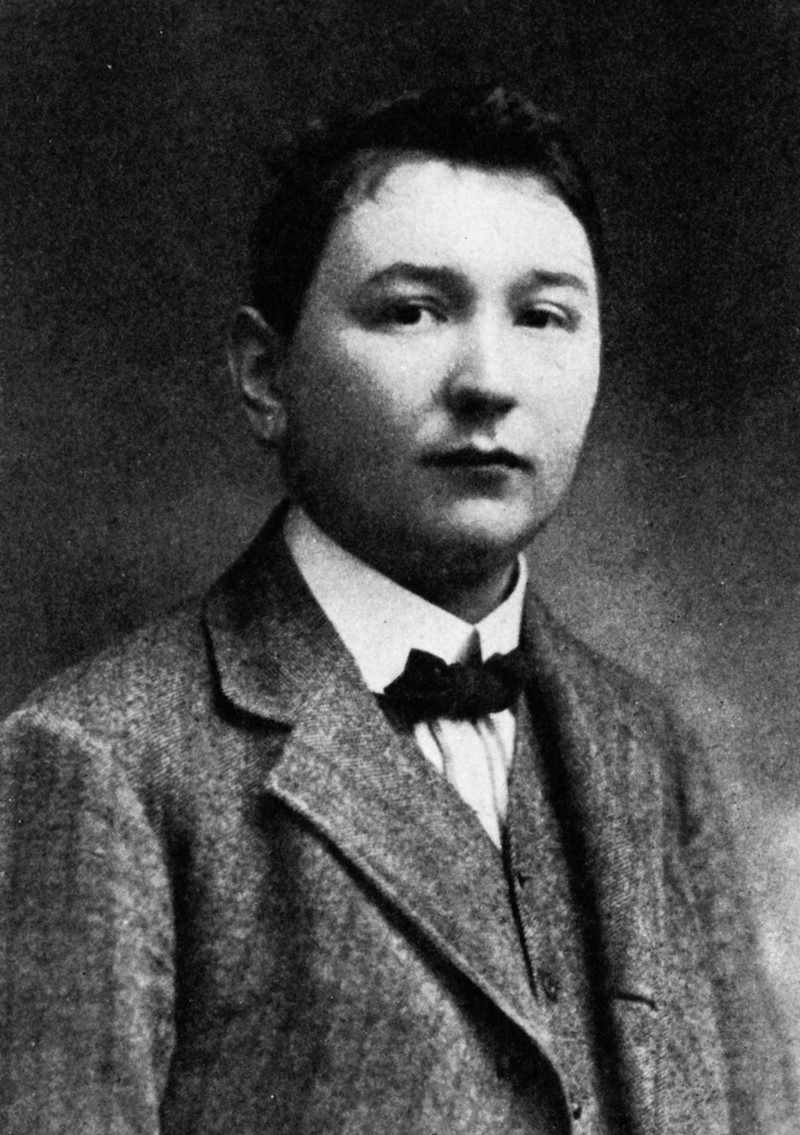
Zakladatel strany Jaroslav Hašek

Strana mírného pokroku v mezích zákona byla satirická politická strana, kterou v roce 1911 založil český spisovatel Jaroslav Hašek. Strana toho roku vedla recesistickou kampaň ve volbách do Říšské rady.

## Vznik a působení strany
V návaznosti na rozpuštění poslanecké sněmovny Říšské rady stanovil dne 8. dubna 1911 rakouský ministr vnitra termín nových voleb do dolní komory na 13. a 21. června 1911. V této situaci se v Haškově bohémské družině, která se scházela v hostinci pana Zvěřiny ve vinohradské Korunní ulici (v tzv. Kravíně), zrodil nápad založit novou politickou stranu a účastnit se volební kampaně v obvodu Čechy 10 – Královské Vinohrady. Konkrétním iniciátorem byl Haškův přítel Eduard Drobílek, který též navrhl název strany.
Hašek rozvinul tento nápad v parodii a mystifikaci, když začal vystupovat jako kandidát strany mírného pokroku v mezích zákona. Kandidatura však nemohla být míněna vážně již jen proto, že Hašek nesplňoval podmínku volitelnosti spočívající v dovršení 30 let věku. Spolu s přáteli každopádně uspořádal mohutnou volební kampaň kabaretního rázu a ve svých humorných vystoupeních („volebních projevech“) parodoval dobová demagogická hesla a fráze.
Do této recesistické strany se postupně zapojila řada tehdejších anarchistických básníků jako Josef Rosenzweig-Moir, Louis Křikava či Josef Mach, který složil i první hymnu strany, dále např. František Langer, Josef Lada a mnoho jiných. Stranickými středisky byly různé hostince a kavárny: hostinec U Zlatého litru na rohu Balbínovy a Mánesovy ulice, kde byla strana dle Haškova tvrzení založena, hostinec Kravín v Korunní ulici, v němž sídlil výkonný výbor strany,  dále restaurace U Svíčky, Slovanská kavárna (v nynější Anglické ulici) a další podobné podniky. Na hospodské schůze navázala později vystoupení J. Haška a dalších členů strany v různých kabaretech (např. U bratří Makabejských, posléze i v Longenově skupině v Montmartru).
V den voleb a včera, v úterý, hromadilo se množství lidí před hostincem U Zvěřinů v Korunní třídě na Královských Vinohradech. Všechna okna byla polepena těmito zvláštními plakáty:
– Odevzdejte co jeden muž hlasy pro našeho kandidáta strany mírného pokroku v mezích zákona, spisovatele p. Jaroslava Haška, jenž rozvinul v četných schůzích svůj bohatý program o zestátnění domovníků.
– Schází nám ještě 15 hlasů.
– V naší volební kanceláři obdržíte volební lístek pro voliče.
– Co nedostanete z Vídně, dostanete u nás.
– Dnes panychida za propadlé kandidáty.
– Zvolíte-li našeho kandidáta, slibujeme, že se ohradíme proti zemětřesení v Mexiku.
– Kdo dá hlas, obdrží malé kapesní akvárium atd.
O osudu této kandidatury není ničeho známo a ani c. k. tisková kancelář nevydala o ní zprávu. Kandidát hodlá však protestovat.
Čas (deník), denní kronika, číslo z 15. 6. 1911
Ve volebním obvodu bylo dle údajů ústřední statistické komise 10 odevzdaných hlasovacích lístků prázdných, 10 neplatných a 15 hlasů bylo „roztříštěno“. Na kolika lístcích bylo napsáno jméno Jaroslava Haška, ovšem přesněji nelze zjistit.
Po volebním neúspěchu působení strany ještě v témže roce utichá.

## Literární tvorba
Již v letech 1911 a 1912 Hašek napsal cca 30 textů, které dohromady utvořily knihu Politické a sociální dějiny strany mírného pokroku v mezích zákona. V tomto díle dosti obšírně popsal historii pražské bohémy té doby; jde ovšem o satiru, v níž se mísí skutečnost s mystifikací. Autor předal rukopis nakladateli
v roce 1912, ten ho však neotiskl, protože obsahoval i satiry na některé tehdy vlivné osoby, které by se mohly domáhat svých osobnostních práv. Rukopis pak několikrát změnil majitele a občas z něj bylo pár kapitol otištěno. V úplnosti byl vydán až v roce 1963, tj. za 40 let po smrti Jaroslava Haška.
Dle Haška strana vznikla již v roce 1904, přičemž v knize popisuje její dlouhodobé působení a kampaň.